# Khalid El Ouahabi
 (août 2014).
Khalid El Ouahabi est un footballeur marocain né le 13 février 1989, c'est un défenseur qui évolue actuellement aux FAR de Rabat.

## Carrière
- 2007 - 2008 : FAR de Rabat (Juniors)  Maroc
- 2008 - 2009 : Youssoufia de Berrechid  Maroc (prêt)
- 2009 - 2010 : FAR de Rabat  Maroc
- 2010 - 2010 : Chabab Atlas Khénifra  Maroc (prêt 6 mois)
- 2010 - 2011 : FAR de Rabat  Maroc